# Beto Vázquez Infinity
Beto Vázquez Infinity (с англ. — «Бесконечность Бето Васкеса») — аргентинская метал-группа из Буэнос-Айреса, созданная в 2000 году бывшим бас-гитаристом и основателем группы Nepal, Бето Васкесом. Группа играет музыку в стилях пауэр-, симфонический и прогрессивный метал. Выступала с такими близкими по стилю коллективами, как Nightwish (Финляндия), Tierra Santa (Испания), Angra (Бразилия), Labyrinth и Vision Divine (обе Италия). В записи дебютного альбома группы, Beto Vazquez Infinity, принимали участие известные вокалисты: Тарья Турунен, Кэндис Найт, Сабина Эдельсбахер, Фабио Лионе и другие.

## Состав группы
- Веро Аиуди — вокал, лирика
- Виктор Риварола — вокал, лирика
- Паола Тиффемберг — вокал  (бывший участник)
- Пабло Солер — ритм-гитара, акустическая гитара
- Бето Васкес — бас-гитара, акустика, ритм-гитара, программирование, оркестровки
- Лила Бертолини — флейта (бывший участник)
- Рамиро Эскобар — акуст. гитара, клавишные, доп. инструменты на концертах

### Приглашённые музыканты
- Вокалисты: Тарья Турунен («Nightwish»), Фабио Лионе («Rhapsody Of Fire», «Labyrinth», «Vision Divine», «Athena»), Сабин Эдельсбахер («Edenbridge»), Кэндис Найт («Blackmore's Night»), Лив Кристин («Theatre of Tragedy», «Leaves' Eyes»), Диего Леоне, Дэвид Ласар, Айлин Алибель
- Ударники: Йорг Михаэль («Running Wild», «Stratovarius» и другие), Марсело Понсе («Nepal»)
- Гитаристы: Эмппу Вуоринен («Nightwish»), Гонсало Иглесиас, Енрик Гарсия, Тимо Толкки, Pablo Soler, Доминик Леркин
- Клавишники: Данило Мошен

## Дискография

### Альбомы
- 2001 — Beto Vázquez Infinity
- 2006 — Flying Towards the new Horizon
- 2008 — Darkmind
- 2010 — Existence
- 2012 — Beyond Space Without Limits
- 2018 — Humanity
- 2021 — Mental Asylum

### EP
- 2001 — Battle of Valmourt
- 2002 — Wizard

### Участие втрибьют-альбомах
- 2001 — La Leyenda Continua (Трибьют Rata Blanca)
- 2002 — The Keepers Of Jericho - Part II (Трибьют Helloween)
- 2004 — Sabbath Crosses (Трибьют Black Sabbath)
- 2005 — Hangar de Almas (Трибьют Megadeth)
- 2005 — Трибьют Judas Priest
- 2021 — StratofortresS — Anthems of the world (Трибьют Stratovarius)

### Кавер-версии песен
- «A Tout Le Monde», Megadeth
- «Freewheel Burning», Judas Priest
- «Die Young», Black Sabbath
- «A Tale That Wasn’t Right», Helloween
- «Guerrero Del Arco Iris», Rata Blanca
- «High Hopes», Pink Floyd